# 广场饭店
广场饭店（英語：Plaza Hotel），位于纽约市的一座豪华饭店，也是该市的著名地标。饭店共有19层，高76米（250英尺），长120米（400英尺），东临大军团广场，广场饭店因此而得名。

## 历史
广场饭店是该处第二家以此为名的饭店。法国文艺复兴风格的城堡状建筑由亨利·杰尼维·哈登伯格（Henry Janeway Hardenbergh）设计建造，并于1907年10月1日对公众开放。在那时，其耗资1250万美元建造。而在开业之初，住一间客房只需要支付12.5美元。而如今，相同的房间一晚则需要3750美元。
广场饭店于1988年被纽约市地标保护委员会定为地标建筑，和华道夫-阿斯多里亚酒店一道，成为纽约市仅有的两家被定为“国家历史地标”（于1978年当选）的饭店。
披头士乐队曾于1964年2月在他们首次访美途中下榻过该饭店。
1985年，美国、日本、英国、法国、西德5个工业发达国家财政部长和中央银行行长在广场饭店秘密会晤并签署了著名的《广场协议》，联合干预外汇市场，降低美元对其他几国货币的比价。

### 易手和革新

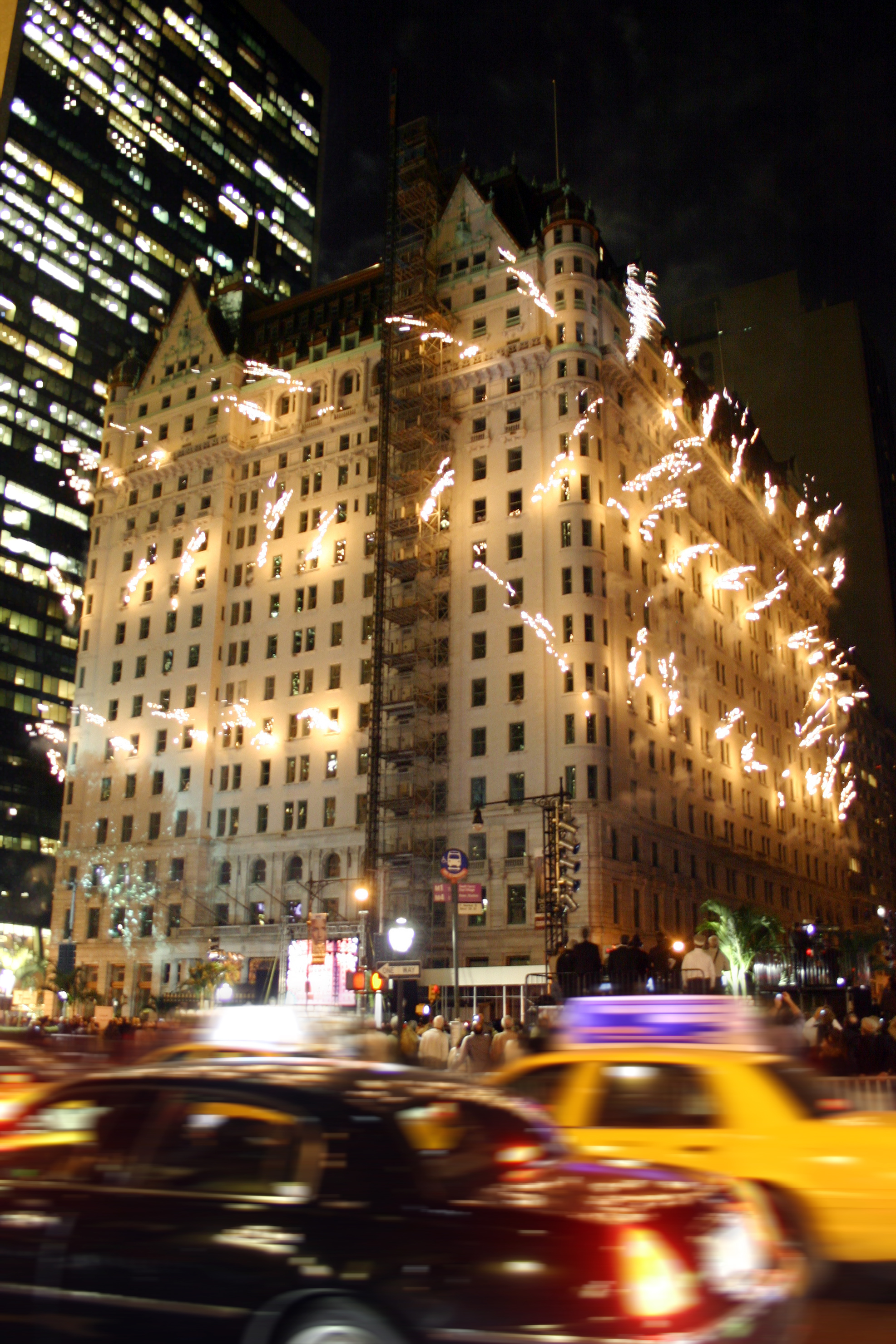
2007年，为庆祝广场饭店百年所进行的庆祝仪式和烟火表演

康诺德·希尔顿（Conrad Hilton）于1943年以740万美元的价格买下广场饭店，并用了600万美元重新整修。查尔兹饭店连锁（ Childs Restaurants）曾参与开发临近的萨沃伊广场饭店（今通用汽车大楼），于1955年以110万股查尔兹集团普通股买下了该饭店，价值相当于632.5万美元。查尔兹集团随后更名为美国酒店集团，即现在的索那斯塔国际酒店集团（Sonesta International Hotels Corporation）。唐纳德·特朗普于1988年以4.075亿美元的天价购得广场饭店，他在给《纽约时报》的一封整版公开信中这样说到：“我并不是买下了一座大楼，而是买下了一件杰作——饭店中的蒙娜丽莎。平生第一次，我知道自己做了一单并不划算的买卖——因为无论广场饭店如何成功，我都无法证明我付出的代价是正确的。”
特朗普与担任广场饭店总裁的妻子伊凡娜·特朗普离异后，他于1995年将饭店以3.25亿美元的价格转手给了沙特王子Al-Waleed bin Talal以及千禧国尊酒店集团（Millennium & Copthorne Hotels）。
2004年，广场饭店又以6.75亿美元的价格出售给了一个名叫埃尔·艾德地产（El Ad Properties）的曼哈顿开发商。埃尔·艾德买下该店的初衷是要为其增加居住和商业单元。但是由于该饭店被列为纽约地标，承建单位蒂士曼建筑集团必须沿更遵守相关的保护条例。
埃尔·艾德于2005年4月30日停止了饭店的营运，开始扩建工程。饭店于2008年3月1日重新开业。.目前，广场饭店提供282套客房，152间公寓式饭店单元，由费尔蒙莱佛士国际酒店集团（Fairmont Hotels and Resorts）运营。

## 大军团广场

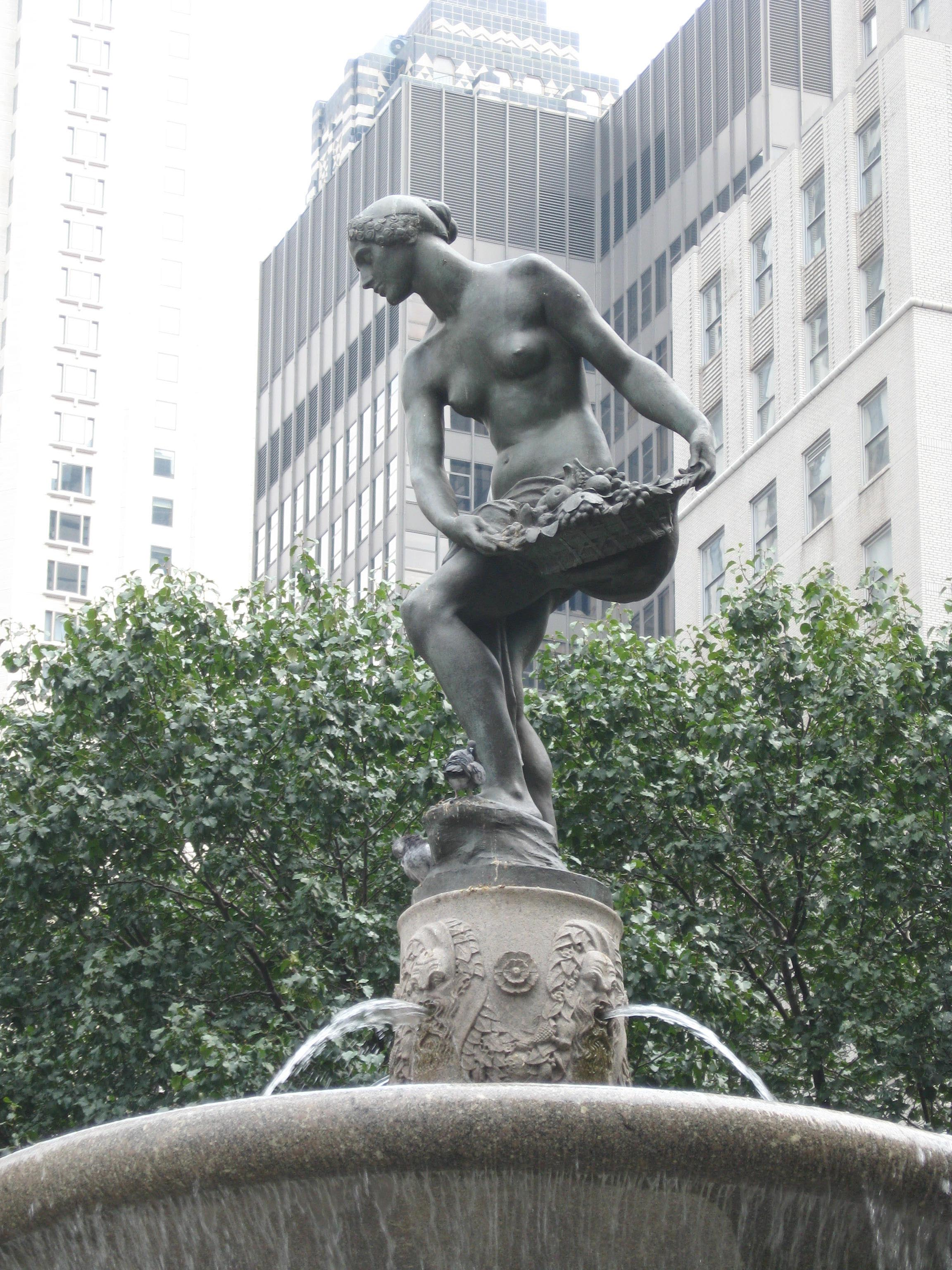
安放于普利策喷泉中，由卡尔·比特雕刻的《丰腴女神》（Abundance）, 或称《波蒙那》（Pomona，羅馬神话中的果树女神)

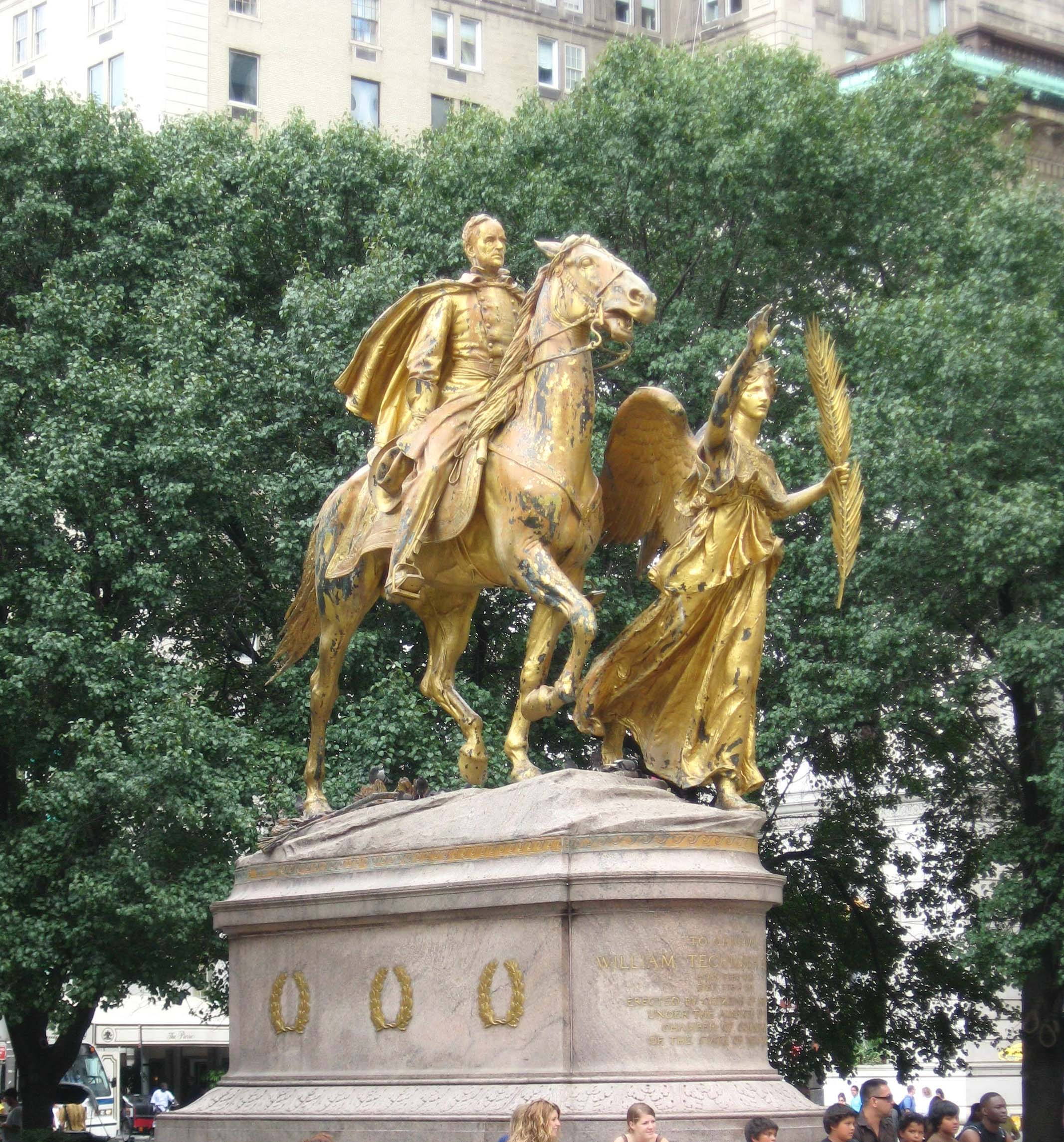
奥古斯塔斯·圣 ·高登斯雕刻的谢曼将军（General Sherman）纪念碑

饭店的正门面对大军团广场南部；该广场是为了纪念美国内战时期的联合军而修建的。大军团广场由中央公园南路分为两部分，其中正临广场饭店部分的中央坐落着普利策喷泉（由报业出版商约瑟夫·普立策赞助），其中放置着由卡尔·比特雕刻的《丰腴女神》雕像（又称《波蒙那》，希腊神话中的果树女神）。大军团广场的北侧，从中央广场隔出来的一角，坐落着奥古斯塔斯·圣 ·高登斯雕刻的谢曼将军铜像。
在广场饭店南侧（58街和59街之间）曾坐落着由康内留斯·范德比尔特二世（Cornelius Vanderbilt II）拥有，具有法国文艺复兴风格的城堡。

## 相关影视作品
尽管饭店在早期的一些电影中都有出镜，但到1959年由希区柯克执导的电影《西北偏北》中才首次正式露面。
其他主要的电影还有1979年的《一咬钟情》（Love at First Bite），1990年的《纽约之王》（King of New York），1992年的《小鬼当家2》（Home Alone 2: Lost in New York），1993年的《西雅图夜未眠》（Sleepless in Seattle），2008年《新娘大战》（Bride Wars）。
在电视剧方面，《黑道家族》有7集的部分场景在该饭店的一间套房中拍摄。另外在《绯闻女孩》和《欲望都市》中也有取景。
值得一提的是，在1992年的《小鬼当家2》中，当时广场饭店的所有者唐纳德·特朗普出现在影片中，引领主角凯文进入大厅。

## 广场饭店品牌的未来
拥有广场饭店的埃尔·艾德集团计划将“广场”品牌使用在其新建的豪华酒店上，这些酒店分布于世界主要城市，如伦敦、波士顿、洛杉矶、芝加哥、旧金山、罗马、华盛顿特区、巴黎、东京和上海。第一家这样的新广场饭店将建在拉斯维加斯，预计2011年完工。